# کیران چارناک
کیران چارناک (انگلیسی: Kieran Charnock؛ زادهٔ ۳ اوت ۱۹۸۴) بازیکن فوتبال اهل بریتانیا است.
از باشگاه‌هایی که در آن بازی کرده‌است می‌توان به باشگاه فوتبال پیتربورو یونایتد، باشگاه فوتبال چستر، باشگاه فوتبال مکلسفیلد تاون، باشگاه فوتبال مورکم، باشگاه فوتبال تورکی یونایتد، باشگاه فوتبال استوک‌پورت کانتی، باشگاه فوتبال چورلی، باشگاه فوتبال ساوتپورت، باشگاه فوتبال ویگان اتلتیک، باشگاه فوتبال فلیتوود، باشگاه فوتبال نورتویچ ویکتوریا، و باشگاه فوتبال آکرینگتون استنلی اشاره کرد.
وی همچنین در تیم ملی فوتبال England C بازی کرده‌است.